# Saison 1 de Star Academy
 (juin 2025).
La première saison de Star Academy, émission française de téléréalité musicale, a été diffusée sur TF1 du 20 octobre 2001 au 12 janvier 2002.
Pendant près de 3 mois, 16 candidats reçoivent une formation artistique au sein d'un château. Les candidats sont évalués par les professeurs à travers les primes et les évaluations. Ils se produisent chaque samedi sur le plateau de l'émission télévisée, aux côtés d'artistes invités venus partager des duos. Chaque semaine, les trois moins bons candidats sont soumis au vote du public et l'un d'entre eux quitte le télé crochet. À l'issue du programme, le vainqueur remporte 1 000 000 €, un album, une tournée française, dont un concert à l'Olympia. Le grand vainqueur de cette saison est Jennifer 
Présentée par Nikos Aliagas, cette première saison a pour directrice de promotion Alexia Laroche-Joubert, également productrice, et pour parrain Florent Pagny. Elle est remportée par Jenifer.

## Générique
Le générique sonore est Run, baby, run du compositeur de musique électronique Bustafunk. Ce générique reste en place jusqu'à la troisième saison.

## L'academy

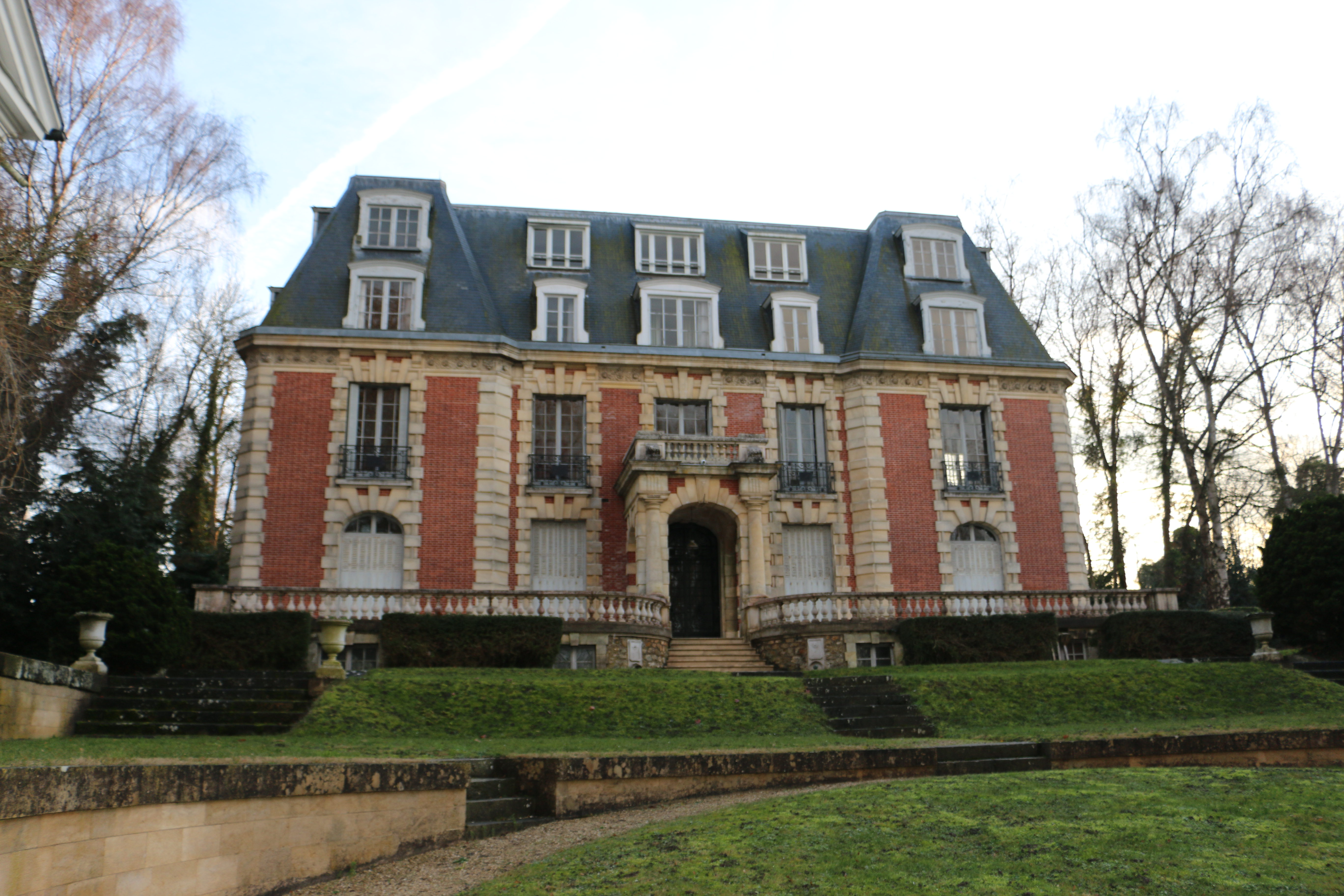
Château des Vives-Eaux.

Pour cette première édition de Star Academy, les candidats logent au château des Vives Eaux de Dammarie-les-Lys.
L'actrice Stéphanie Pillonca-Kervern en assure la visite des coulisses lors de la première soirée. Pour que les téléspectateurs puissent suivre la vie des concurrents, le château est équipé de 41 caméras (dont 4 infrarouges), 70 micros et 35 km de câbles. La régie est également installée dans une pièce du château isolée des candidats et une centaine de techniciens se relaient quotidiennement. Des souterrains sont également présents pour que l'équipe technique puisse se déplacer entre ses locaux et le château à l'insu des candidats.

## Candidats
Du 1er septembre au 12 octobre 2001, Star Academy : le concours d'entrée, un interprogramme de cinq minutes, événementalise le casting en proposant aux téléspectateurs de voter chaque soir pour des candidats présélectionnés,. La semaine précédent la première de Star Academy, les cinquante finalistes se présentent dans une émission d'Arthur,[Quand ?],[Laquelle ?].
Cinquante candidats sont sélectionnables lors de la première émission. Lors de celle-ci, ils sont répartis en deux groupes, représentés par un foulard soit bleu soit blanc que les concurrents détiennent sur eux. Les 25 candidats en possession d'un foulard bleu sont les premiers éliminés.
Pour les 25 candidats restants, Nikos Aliagas annonce ensuite à chacun d'entre eux s'ils sont admis ou recalés. Les seize candidats entrés au château sont les suivants,.

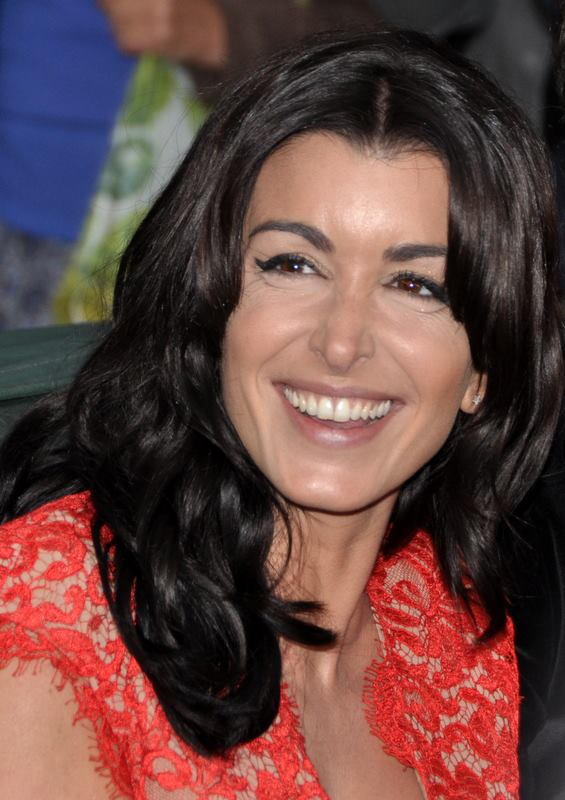
Jenifer.
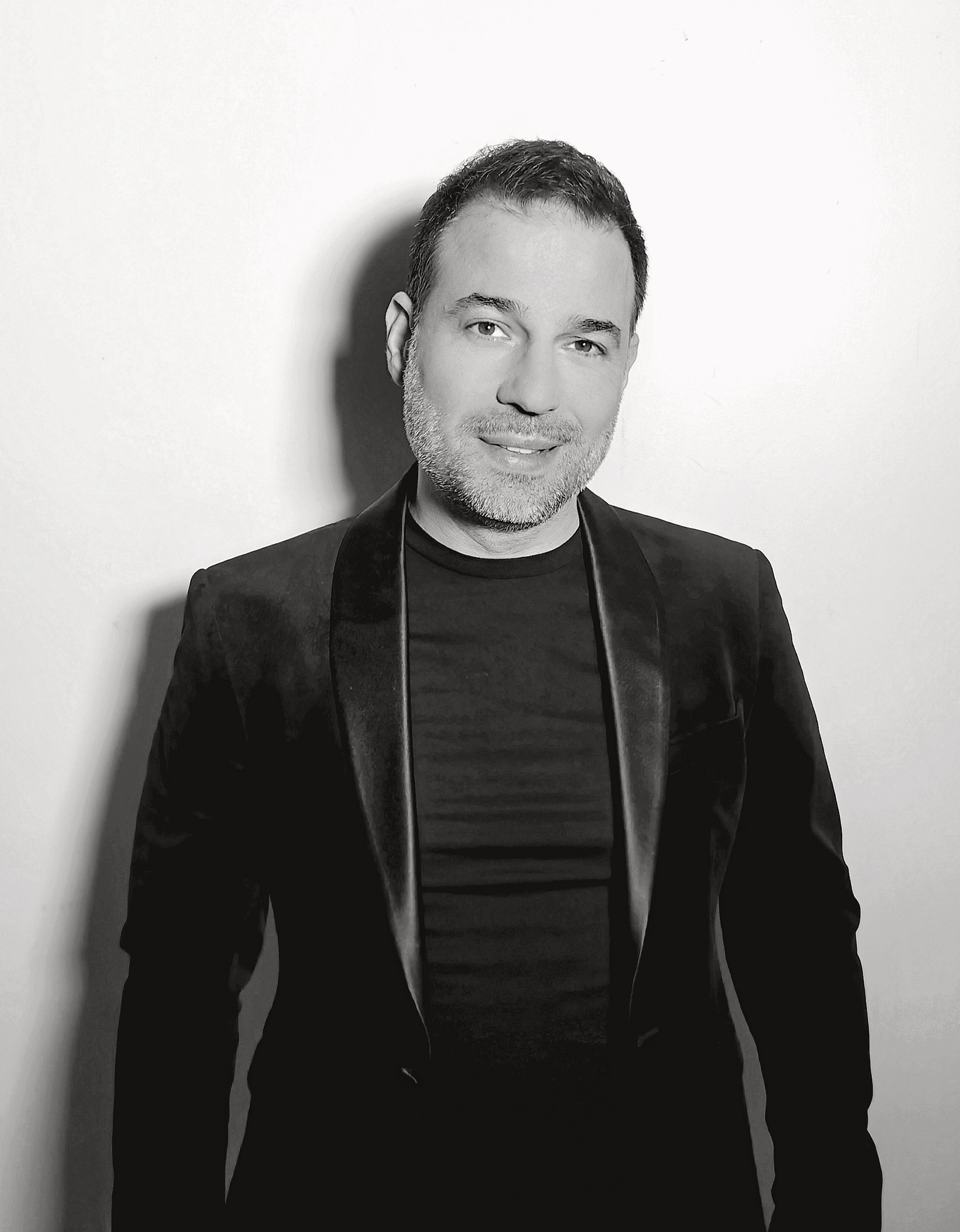
Mario.
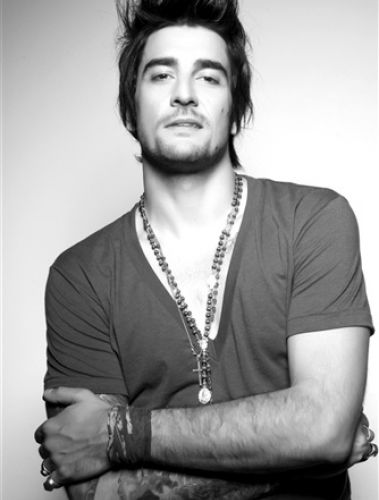
Patrice.
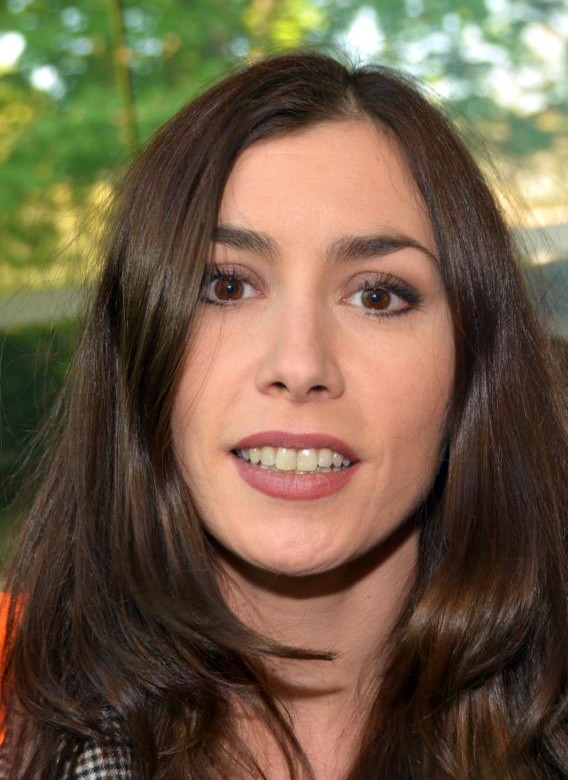
Olivia.

| Prénom      | Nom complet              | Âge    | Tournée | Statut                              | Réf(s). |
| ----------- | ------------------------ | ------ | ------- | ----------------------------------- | ------- |
| Jenifer     | Jenifer Dadouche-Bartoli | 18 ans | Oui     | Gagnante le 12 janvier 2002         | ,       |
| Mario       | Mario Barravecchia       | 24 ans | Oui     | Finaliste le 12 janvier 2002        | ,       |
| Jean-Pascal | Jean-Pascal Lacoste      | 23 ans | Oui     | Demi-finalistes le 5 janvier 2002   | ,       |
| Patrice     | Patrice Maktav           | 22 ans | Oui     | Demi-finalistes le 5 janvier 2002   | ,       |
| Carine      | Carine Haddadou          | 22 ans | Oui     | Demi-finalistes le 29 décembre 2001 | ,       |
| Olivia      | Olivia Blanc             | 21 ans | Oui     | Demi-finalistes le 29 décembre 2001 | [ 22 ]  |
| Jessica     | Jessica Márquez          | 22 ans | Oui     | Demi-finalistes le 29 décembre 2001 | ,       |
| Djalil      | Djalil Amine             | 22 ans | Oui     | Éliminé le 15 décembre 2001         | ,       |
| François    | François Roure           | 26 ans | Oui     | Éliminé le 7 décembre 2001          | ,       |
| Cécile      | Cécile Boutry            | 21 ans | Non     | Éliminée le 24 novembre 2001        | ,       |
| Sidonie     | Sidonie Koch             | 27 ans | Non     | Éliminée le 17 novembre 2001        | ,       |
| Grégory     | Grégory Gulli            | 29 ans | Oui     | Éliminé le 10 novembre 2001         | ,       |
| Amandine    | Amandine Bisqueret       | 23 ans | Non     | Abandon le 5 novembre 2001          | ,       |
| Stéphane    | Stéphane Bosmans         | 23 ans | Non     | Éliminé le 3 novembre 2001          | ,       |
| Khalifa     | NC                       | 30 ans | Non     | Éliminés le 27 octobre 2001         | [ 38 ]  |
| Catherine   | NC                       | 28 ans | Non     | Éliminés le 27 octobre 2001         | [ 38 ]  |

- Jenifer.
- Mario.
- Patrice.
- Olivia.

## Corps professoral

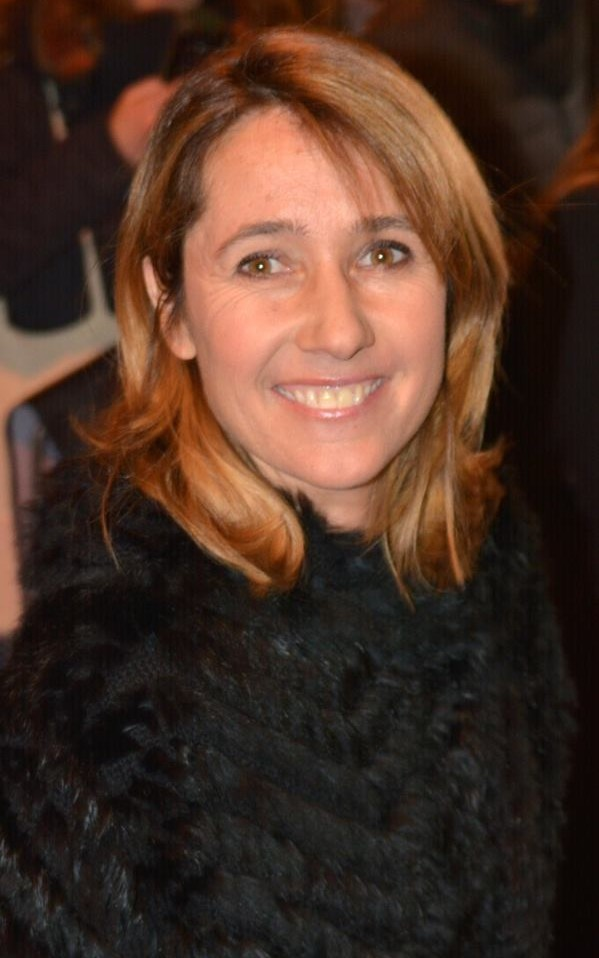
La directrice, Alexia Laroche-Joubert.

La directrice de cette première saison de Star Academy est Alexia Laroche-Joubert, également productrice chez Endemol France.
Les cours de chant sont assurés par Armande Altaï, alors que Raphaëlle Ricci, fille de l'auteure-compositrice Alice Dona, se charge des cours d'expression scénique,. Kamel Ouali, chorégraphe dans plusieurs comédies musicales dont notamment Les Dix Commandements, occupe quant à lui le poste de professeur de danse, alors que Vincent Fournier devient professeur de sport. Enfin, le pianiste Matthieu Gonet occupe le poste de répétiteur en compagnie de Florence Davis,.

## Artistes invités
| Épisode | Diffusion         | Invités | Référence |
| ------- | ----------------- | --- | --------- |
| 1       | 20 octobre 2001   | Florent Pagny | [ 5 ]     |
| 2       | 27 octobre 2001   | Faudel - Roméo et Juliette | [ 2 ]     |
| 3       | 3 novembre 2001   | Andrea Bocelli - Lorie | [ 47 ]    |
| 4       | 10 novembre 2001  | Marc Lavoine - Dany Brillant - Ginie Line - Shirel - Cristina Marocco | [ 48 ]    |
| 5       | 17 novembre 2001  | Enzo Enzo - Lââm - Laura Pausini - Ménélik - Pascal Obispo - Grégory (candidat)                                                                                             | [ 1 ]     |
| 6       | 24 novembre 2001  | Catherine Lara - Eddy Mitchell - Hélène Ségara - Hugues Aufray - Ishtar | ,         |
| 7       | 1er décembre 2001 | Cheb Mami - Isabelle Boulay - Lara Fabian - Lio - Manau - Organiz - Roch Voisine - Sacha Distel                                                                             | [ 50 ]    |
| 8       | 7 décembre 2001   | Billy Crawford - Julie Zenatti - Julien Clerc - Larusso - Serge Lama - Tina Arena                                                                                           | [ 51 ]    |
| 9       | 15 décembre 2001  | Ana Torroja - Florent Pagny - Kim Wilde - Nicole Croisille - Patricia Kaas - Cécilia Cara                                                                                   | [ 52 ]    |
| 10      | 22 décembre 2001  | Patrick Bruel - Michel Delpech - Jeanne Mas - Fabienne Thibeault - Elton John                                                                                               | [ 53 ]    |
| 11      | 29 décembre 2001  | François, Djalil et Cécile (candidats) | [ 54 ]    |
| 12      | 5 janvier 2002    | Nicoletta - Zucchero - Princess Erika - Ahmed Fakroun - Jessica (candidate)                                                                                                 | ,         |
| 13      | 12 janvier 2002   | Chris Mayne - Dany Brillant - Garou - Lââm - Lara Fabian - Marc Lavoine - Frank Sherbourne - Valérie Bénaïm - Frédéric Joly - Luc Plamondon - les 14 candidats de la saison | [ 3 ]     |

## Faits marquants
Le 5 novembre, Amandine décide de quitter l'émission de son plein gré, ne supportant plus l'aspect téléréalité du programme.
Le 28 novembre, Jean-Pascal décide de quitter l'émission, et séjourne pendant deux jours à Londres, les professeurs lui laissant un temps de réflexion. Il revient ensuite sur sa décision, mais certains candidats s'opposent à son retour. Le public doit alors décider s'il doit rester ou non au château, et vote en sa faveur,,.

## L'aprèsStar Academy

### Que sont-ils devenus?
Carine a tenu un rôle dans les comédies musicales Cindy et Salut Joe. En 2006, elle participe au single Un Noël pour tous du Secours populaire français. En 2011, elle participe également à la troisième saison des Anges. Elle a en outre sorti plusieurs singles qui ne rencontrent pas le succès,,.
Jessica a connu le succès avec son premier album À fleur de peau (qui contient le titre Maria Magdalena, reprise de Julie Pietri) à sa sortie de l'émission. Elle sort son 2e album Les Filles du calvaire en 2012 après sa participation à l'émission Encore une chance sur NRJ 12.
François est toujours directeur de chorale en 2022. Après sa participation à l'émission, il rejoint un collectif appelé Chorus Life composé d'une vingtaine de chorales, soit plus de 500 choristes. En 2007, il participe avec la chorale à la deuxième saison d'Incroyable talent dont ils terminent demi-finaliste.[réf. nécessaire] Avec sa propre chorale, il tente sa chance à l'émission X Factor en 2009 mais n'est pas retenu,.
D'autres candidats comme Amandine ou Djalil ont tenté de percer après leur participation, sans connaître le succès.

## Audiences
Lors de ses débuts, l'émission connaît quelques difficultés d'audience en première partie de soirée, à tel point qu'une programmation en deuxième partie de soirée est envisagée. Mais au fil des semaines, les audiences montent en flèche jusqu'à atteindre des records franchissant les 10 millions de téléspectateurs.
Audience des primes
| Épisode | Diffusion                | Téléspectateurs | Parts de marché | Classement des audiences de la soirée | Référence |
| ------- | ------------------------ | --------------- | --------------- | ------------------------------------- | --------- |
| 1       | Samedi 20 octobre 2001   | 5 391 720       | 29,7 %          | 2e                                    | [ 91 ]    |
| 2       | Samedi 27 octobre 2001   | 4 545 960       | 24 %            | 2e                                    | [ 91 ]    |
| 3       | Samedi 3 novembre 2001   | 4 704 540       | 24,7 %          | 2e                                    | [ 91 ]    |
| 4       | Samedi 10 novembre 2001  | 6 448 920       | 32,3 %          | 1er                                   | [ 91 ]    |
| 5       | Samedi 17 novembre 2001  | 5 920 320       | 31,1 %          | 1er                                   | [ 91 ]    |
| 6       | Samedi 24 novembre 2001  | 5 761 740       | 29,4 %          | 2e                                    | [ 91 ]    |
| 7       | Samedi 1er décembre 2001 | 6 818 940       | 35,3 %          | 1er                                   | [ 91 ]    |
| 8       | Vendredi 7 décembre 2001 | 7 876 140       | 38,6 %          | 1er                                   | [ 91 ]    |
| 9       | Samedi 15 décembre 2001  | 6 607 500       | 31,5 %          | 1er                                   | [ 91 ]    |
| 10      | Samedi 22 décembre 2001  | 7 664 700       | 36,6 %          | 1er                                   | [ 91 ]    |
| 11      | Samedi 29 décembre 2001  | 9 620 520       | 44,1 %          | 1er                                   | [ 91 ]    |
| 12      | Samedi 5 janvier 2002    | 10 494 000      | 45,1 %          | 1er                                   | [ 91 ]    |
| 13      | Samedi 12 janvier 2002   | 11 872 000      | 51,4 %          | 1er                                   | [ 91 ]    |

Sur fond vert : plus hauts chiffres d'audiences
Sur fond rouge : plus bas chiffres d'audiences